# Catalina Island Conservancy

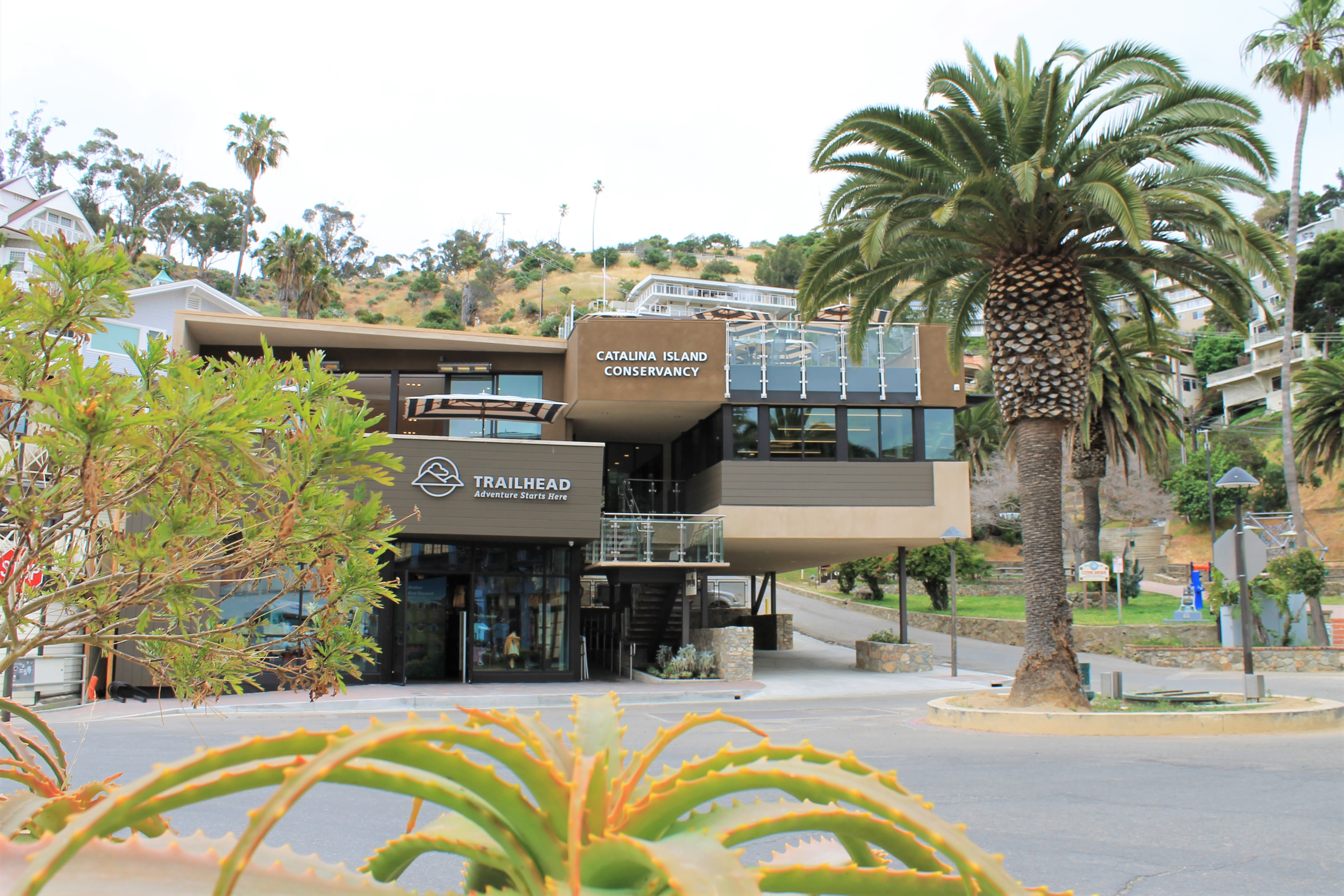
La Catalina Island Conservancy (CIC)

La Catalina Island Conservancy (CIC) (Conservación de la Isla Catalina) es una organización sin ánimo de lucro establecida para proteger y conservar la isla de Santa Catalina. El CIC fue establecido en 1972 con los esfuerzos conjuntos de las familias "Wrigley" y "Offield". El CIC fue creado cuando ambas familias traspasaron 170.51 km² de isla de su propiedad, a la organización. 
El objetivo a conseguir indicado por el CIC es mantener la isla de Santa Catalina en estado salvaje promoviendo esfuerzos en la preservación y restauración con base en una ciencia sana. Debido a los muchos esfuerzos en el pasado para explotar la isla en varios aspectos, se había introducido en la isla mucha flora y fauna invasoras de las cuales el CIC quita o atenúa el impacto. En una ocasión la introducción o la reactivación de una enfermedad existente, limpió casi en la totalidad al Zorro de la isla de Catalina. El CIC, en cooperación con el « The Institute for Wildlife Studies » (instituto para los estudios de la fauna silvestre) han vacunado la población restante del zorro contra la enfermedad.
Debido a este brote el « US Fish and Wildlife Service » (Servicio de pesca y fauna de los EE.UU.) ha declarado al zorro de la isla de Catalina una subespecie en peligro. 
Debido al impacto de la fauna existente en la flora de la isla el CIC es renuente tomar cualesquier medida contra las especies invasoras sin antes someter el problema a un estudio riguroso. Hasta cierto punto la colección de bisontes importados existente en la isla está siendo ponderada, pues se estudia a través de la organización determinada que presenta la población de bisontes si se mantiene una población entre ciento cincuenta a doscientas cabezas en realidad sería beneficiosa para la isla.